# BLOC1S6
BLOC1S6 (англ. Biogenesis of lysosomal organelles complex 1 subunit 6) – білок, який кодується однойменним геном, розташованим у людей на короткому плечі 15-ї хромосоми. Довжина поліпептидного ланцюга білка становить 172 амінокислот, а молекулярна маса — 19 744.
| 10         |  | 20         |  | 30         |  | 40         |  | 50         |
| ---------- |  | ---------- |  | ---------- |  | ---------- |  | ---------- |
| MSVPGPSSPD |  | GALTRPPYCL |  | EAGEPTPGLS |  | DTSPDEGLIE |  | DLTIEDKAVE |
| QLAEGLLSHY |  | LPDLQRSKQA |  | LQELTQNQVV |  | LLDTLEQEIS |  | KFKECHSMLD |
| INALFAEAKH |  | YHAKLVNIRK |  | EMLMLHEKTS |  | KLKKRALKLQ |  | QKRQKEELER |
| EQQREKEFER |  | EKQLTARPAK |  | RM         |  |            |  |            |

A: Аланін

C: Цистеїн

D: Аспарагінова кислота

E: Глутамінова кислота

F: Фенілаланін

G: Гліцин

H: Гістидин

I: Ізолейцин

K: Лізин

L: Лейцин

M: Метіонін

N: Аспарагін

P: Пролін

Q: Глутамін

R: Аргінін

S: Серин

T: Треонін

V: Валін

Кодований геном білок за функцією належить до фосфопротеїнів. 
Задіяний у такому біологічному процесі, як альтернативний сплайсинг. 
Локалізований у цитоплазмі, мембрані.